# لیفی مرغی در جنگل
لیفی مرغی در جنگل (انگلیسی: Leafie, A Hen into the Wild) یک فیلم است. ای پویانمایی محصول استودیو میانگ فیلمز کشور کره جنوبی می‌باشد که در سال ۲۰۱۱ و به کارگردانی اوه سانگ‌یون ساخته و توسط کمپانی لوته عرضه شد. داستان این فیلم بر مبنای کتاب «مرغی که رویای پرواز داشت» نوشته هوانگ سان-می ساخته شده است.